# 리월 (원신)
리월(중국어: 璃月)은 미호요가 개발한 비디오 게임 《원신》에 등장하는 허구의 국가이다. 게임상의 대륙인 티바트의 동쪽에 있으며, 게임 메인 스토리의 첫 번째 챕터의 주요 배경이다. 수도는 리월항이다. 리월은 '계약'이라는 개념을 숭배하며, 한때 바위의 신 '모락스'이자 종려로도 알려진 '암왕제군'아 수호신이다. 하지만 리월은 실질적으로 리월 칠성이 통치한다. 리월의 축제로는 해등절과 축월절이 있다.
리월을 만드는 데 1년이 걸렸으며, 세계 디자인은 고대 중화인민공화국을 기반으로 하고 있으며 장자제 국가삼림공원, 황룽 풍경구, 구이린의 풍경, 펑황고성, 산서성의 현공사와 같은 중국의 예술적 요소를 참고했다. 이러한 배경은 게임 내에서 중국의 문화를 상징하는 것으로 긍정적인 평가를 받았다.

## 설정
리월은 원신에서 중화인민공화국을 모티브로 한 지역을 나타낸다. 바위 원소 국가는 티바트의 동부에 있으며, 대륙에서 가장 오래된 국가이다.
전승에 따르면 약 3,700년 전 암왕제군이 리월을 건국했다. 여신 귀종은 천형산을 수호하며 귀종 귀리집을 건설했다. 귀종은 초기 광부들을 이끌고 천형산 북쪽으로 이주하여 농업을 발전시켰다. 2천 년 전 마신 전쟁이 발발하여 귀리 평원이 황폐해지고 귀종이 사망했다. 피난민을 이끌고 소금의 신 홀리야가 대지의 소금에 피난처를 세웠으나, 바위의 군주에게 살해당했다. 그 결과 암왕제군은 사람들을 이끌고 천형산 남쪽으로 이주했다. 마신 전쟁의 마지막 전장은 고운각으로 옮겨졌고, 암왕제군은 마신을 죽이고 노예가 된 다섯 야차를 해방시키며 그들과 계약을 맺었다.
마신 전쟁이 끝나기 전, 선인 응광은 부서진 천형산을 지탱하기 위해 뿔을 부러뜨렸고 그 피는 강이 되어 비수 평야를 형성하며 대지의 소금 유적을 침수시켰다. 전쟁은 천 년 전 암왕제군이 고운각에서 남은 마신을 진압하면서 끝났다. 야차와 선인은 남은 악령을 정화했다. 이때 다섯 야차 중에는 항마대성 소만이 남았다. 리월 사람들은 상업으로 전환했고, 일곱 상업 세력을 대표하는 리월 칠성이 나라를 다스렸다. 암왕제군 휘하의 용맹한 필멸자로 이루어진 병력인 천암군이 결성되었다. 선인은 절운간으로 물러났고, 암왕제군은 리월의 경제를 감독하며 강림 의식을 제정했다. 그러면서 리월항이 형성되기 시작했다.
여행자가 도착했을 때, 암왕제군은 "종려"라는 인물로 변장하여 자신의 죽음을 위장했고, 임시 통치자 역할을 하던 선인과 리월 칠성 사이의 갈등을 고조시켰다. 이 혼란 속에서 스네즈나야 외교관이자 집행관인 타르탈리아는 봉인된 마신 오셀을 소환했고, 오셀은 리월항을 급습했다. 리월 칠성과 선인의 도움으로 여행자는 오셀과 맞서 싸웠고 결국 물리쳤으며, 응광은 그녀의 군옥각에서 그를 공중에 띄운 후 다시 봉인했다. 이후 암왕제군은 자신의 직위를 양위했고, 리월 칠성이 리월의 모든 권한을 장악하며 신과 선인에 의한 통치에서 인간에 의한 통치로 전환되었다.
리월의 축제로는 춘절의 원소절에서 영감을 받은 해등절이 있다. 해등절 기간 그해 첫 보름달 밤에 사람들은 "소등"과 "명소등"을 밤하늘에 띄우고, 불꽃놀이는 리월 사람들에게 필수적인 활동이다. 축월절은 가을을 기념하는 축제로, 거리와 건물이 축제 장식으로 꾸며지고, 일부 상점들은 고객을 유치하기 위해 노점을 설치하고 광고를 한다. 리월의 요리로는 용수면, 모라육, 고기볶음, 연꽃 파이, 황금 새우볼, 행인두부 등이 있다.

## 구상 및 제작
게임 개발팀은 리월이 중국 판타지 테마로 만들어졌다고 밝혔다. 화이트박스 검사부터 미술 디자인, 장면 생성까지 1년이 걸렸다. 리월은 2020년 3월 19일에 공식적으로 공개되었으며, 그 면적은 초기 지역인 몬드의 1.5배이다. 게임 내에서 리월은 티바트 대륙의 동부에 있으며, 동북쪽으로는 몬드와 접하고 서쪽으로는 천형산과 마주한다. 리월은 다양한 지형을 특징으로 하며, 사암 지형이 두드러진 특징으로 바위의 신의 리더십을 상징한다. 이 지역은 얕은 해변, 강이 교차하는 평야, 우뚝 솟은 산, 석림 등이 있다. 중고도 지역의 식물은 포플러 나무가 많으며, 고도가 높을수록 아카시아 나무와 소나무가 자라고, 평야와 강변에는 대나무, 매화, 은행나무가 자란다. 동물로는 절벽에 서식하는 학과 도마뱀이 있다.
개발팀은 기후, 식생, 야생 동물을 포함한 리월의 생태계 구축에도 중점을 두었다. 리월은 바위 원소를 테마로 하므로, 따뜻한 색상이 경관을 지배한다. 플레이어들은 카르스트 아치를 기반으로 디자인된 돌문을 통해 몬드에서 리월로 진입하는데, 초기에는 얇은 하늘처럼 보였고, 나중에는 고대 중국의 잔도를 참고하여 최종 디자인을 완성했다. 통과하면 구이린과 양숴의 풍경을 모델로 한 비수 평야의 충적평야인 "적화주"에 도착하는데, 연속된 돌 봉우리, 조밀한 수계, 떠다니는 생생한 꽃이 특징이다. 상징적인 건물인 왕생당은 영남 지역의 디아오자오러우 건축에서 영감을 받았으며, 그 분위기는 영화 《용문객잔》의 객잔과 유사하다. 적화주의 풍경은 구이린시의 다양한 물줄기와 연속된 산들의 특징을 재현하며, 리월 사람들의 삶을 반영하기 위한 세부 묘사를 한다. 북쪽의 "경책 산장"은 수많은 계단식 논이 있는 조용한 마을을 보여주며, 룽지 산과 계단식 논에서 영감을 받았다. 
비수강의 지류는 적화주에서 구불구불 흘러 결국 "녹화 연못"으로 합류하는데, 이는 쓰촨성의 황룽 자연보호구역의 상징적인 석회질 지형에서 영감을 받았다. 황룽 풍경구는 중화인민공화국 본토에서 유일하게 잘 보존된 고원 습지이며, 제작팀은 황룽이 현실을 넘어선 "몽환적"이고 "신비로운" 느낌을 가지고 있다고 믿었다. 따라서 황룽을 리월의 "생태계"의 참고 자료로 선택했다. 리월의 녹화 연못의 원형은 황룽의 오채지에 있다. 녹화 연못의 물은 게임 내 다른 수면과 다른 재료를 사용하여 다양한 조명 조건에서 매력적인 색상을 띤다. 또한, 녹화 연못 주변에 높은 지점을 설정하는 것은 플레이어들이 "그 완벽한 면을 더 쉽게 경험할 수 있도록" 하기 위함이라고 말했다.
"천형산" 옆에 위치한 주화 연못은 장자제 국가삼림공원의 유명한 톈먼산에서 영감을 받았다. 천형산은 일년 내내 구름과 안개에 싸여 있으며, 봉우리들 사이에 잔도와 현수교가 있는 "절운간"을 특징으로 한다. 이곳은 리월을 수호하는 선인의 은둔지이다. 장자제를 모델로 선택한 이유는 그 환상적인 풍경이 "이 세상 밖의 것"처럼 보이기 때문이다. 게임에서 절운간은 리월 선인의 은둔지이며, 장자제의 우뚝 솟은 산과 안개 낀 분위기는 이러한 설정에 완벽하게 부합한다. 또한, 장자제의 사암 봉우리 숲은 리월의 바위 원소 테마와 일치한다.
천형산을 지나면 리월의 남동부 상업 항구인 "리월항"에 도착한다. 게임 내에서 리월항의 천형산 입구는 톈먼산의 천문동에서 영감을 받았다. 개발팀은 천형산에 진입하여 리월항을 발견하는 것이 강력한 시각적 및 공간적 대비를 만들어 리월의 자연적, 문화적 유산을 강조할 것이라고 믿었다. 리월항의 건축물은 서부 후난성의 고대 도시 펑황과 북악 항산의 현공사의 영향을 받았다. 이 장소를 선택한 이유는 미술팀이 "판타지로 감싸인 기반"을 제공한다고 믿었기 때문이다. 리월항에 진입할 때의 패방 모양의 입구와 다리는 의식과 엄숙함을 전달하도록 설계되었다.
새로운 지역 "층암거연"은 2022년 3월 30일, 2.6 버전 업데이트와 함께 공개되었다. 층암거연은 독특한 생태 및 지질 환경을 가진 복잡한 지형을 특징으로 한다. 상층부와 하층부로 나뉘며, 임무를 완료하면 지하 광산 지역이 잠금 해제되어 플레이어는 "유명석 촉매" 아이템을 사용하여 이 지역을 탐험할 수 있다. 또 다른 새로운 지역인 "침옥 협곡"은 2024년 1월 31일, 4.4 버전 업데이트와 함께 공개되었다. 이 지역은 폰타인과 접하는 북서부 지역에 있다. "교영 마을"은 차 생산으로 유명하며, 건축 디자인은 안후이성 황산의 후이저우 건축에서 영감을 받았다.
장면 미술 감독은 게임이 실제 원형을 세심하게 재현하는 것이 아니라 요소를 추출하고 재구성하여 적당한 환상적인 형태를 제시한다고 밝혔다. 제작 과정에서 미술팀은 영감을 얻기 위해 중국의 많은 명승지를 방문했다. 미호요의 이사이자 게임 운영 부사장인 인춘보(尹春波)는 팀이 처음에는 사설 게임 회사로서 경관 지역으로부터 요청이 거부될까봐 걱정했다고 언급했다. 그러나 상하이 시당위원회 홍보부와 상하이 시 문화관광국이 추천서를 써주어 팀에게 더 많은 기회를 주었다.

### 음악
리월의 오리지널 사운드트랙은 전통 중국 오음음계를 채택했다. 악기 편성은 당적, 이호, 쟁, 비파 (악기비파와 같은 전통 중국 악기를 서양 관현악단 음악과 혼합하여 민속 음악과 교향곡을 융합했다. 오리지널 음악은 천위펑이 작곡했으며, 상하이 교향악단이 연주했고, 상하이 심포니 홀에서 5일간 녹음되었다.

### 선인
한어병음으로 "선인"(仙人)이라 부르는 존재는 리월의 신화에서 독특하고 중요한 존재이며, 원신에서는 '선인의 으뜸'인 암왕제군의 명령에 따라 지역을 수호하는 신성하거나 반신성적인 존재로 묘사된다.
전통 도교와 중국 민속에서 선인들은 수련과 연마를 통해 초월을 얻는 도교의 불사신으로, 종종 필멸의 세계를 떠나 성스러운 산에 거주한다. 선인들이 사는 곳은 현지화된 선인 영역으로, 동천(틀:중국어)으로 불리며, 선인이 사는 성스러운 도교 유적이다. 그 중 플레이어의 초기 거주지는 유명한 동천인 낙부의 이름을 따서 명명되었다.
게임에서는 선인의 전체 명칭을 "삼안오현 선인"이라 부르는데, 이는 "삼안오현(三眼五显)"이라는 용어를 번역한 것으로, 문자적으로는 "세 개의 눈과 다섯 개의 현현"을 의미한다. 이 용어는 명나라 소설 『남유기』와 기타 후기 제국 중국의 초자연 문학에 등장하는 도교의 수호신 화광천왕(华光天王)과 역사적으로 관련이 있다.
그러나 전통적으로는 모든 생명체가 선인이 될 수 있지만, 개발자는 의도적으로 선인 지위를 비인간 존재에게만 부여함으로써 전통적인 선인 개념에서 벗어났다.

## 영향
2022년 춘절 전야, 원신은 리월 캐릭터 운군의 오페라 공연 "파멸의 신성한 아가씨" 영상을 공개했는데, 이 영상은 1년 만에 전 세계적으로 3천만 회 이상의 조회수를 기록했다. 2022년 10월 9일, 원신은 공식적으로 "미식 투어: 리월 요리 컬렉션" 시리즈의 첫 번째 영상인 "죽순 더벅이 고기찜"의 제작 과정을 선보였다. 이 영상은 첫날 빌리빌리와 유튜브에서 200만 회 이상의 조회수를 기록했다. 2023년 춘절에는 원신 팀이 난팡저우모와 협력하여 판화제작 및 조각과 같은 전통 공예에 초점을 맞춘 무형문화유산 다큐멘터리 시리즈 "예술과 유산의 여정"을 출시했다. 이 시리즈는 여러 중국 무형문화유산 전승자들을 탐구하며, 무형유산의 형태로 리월의 불멸의 전설과 도시 생활을 선보였다. 이 장인들이 작품을 만드는 과정을 보여주는 여러 다큐멘터리 짧은 영상도 공개될 예정이다.

## 평가
리월의 설정은 긍정적인 평가를 받았다. 중화인민공화국 문화여유부는 공식 시나 웨이보 계정에서 미호요가 원신에서 "게임 + 문화관광"의 새로운 산업 간 협력 모델을 탐구했다고 칭찬했다. 리월과 관련된 "멈춰서서 멀리 떠나다" 이벤트는 지역 관광과 무형문화유산을 홍보하는 데 도움이 되며, 게임의 오락적 가치를 넘어 사회적 가치를 확장시킨다. 리월은 또한 신민만보와 상하이 비평통에서도 칭찬받았다. 신민만보는 리월이 전통 중국 문화 요소를 두드러지게 보여주며, 플레이어들이 리월을 탐험하면서 고전극, 차 문화, 샹치, 전통 의학, 기계 예술과 같은 전통 문화 요소를 점차 발견할 수 있게 한다고 언급했다. 상하이 관찰자는 리월이 문화 혁신을 통해 전통 중국 문화를 활기차고 생동감 있게 만들었다고 칭찬했다.
게임 데일리는 리월이 상무부의 "2021-2022년 주요 문화 수출 기업 및 프로젝트 목록"에 원신이 등재된 핵심 이유라고 믿는다. 그들은 리월의 이야기, 캐릭터, 건축물, 몬스터, 활동이 문화 수출에 단계적으로 기여한다고 믿는다. 게임 그레이프스는 리월이 전체적인 예술 스타일의 변화를 통해 가장 직접적인 인상을 준다고 평했다. 몬드의 유럽-미국 판타지 및 일본 판타지 스타일과 달리, 리월은 동양 판타지의 방향으로 확고하게 설정되어 있다. 게임 자이로는 리월의 많은 요소들이 전 세계 플레이어들이 중국 문화의 아름다움을 진정으로 감상할 수 있게 한다고 믿는다. 리월의 지명과 특산물이 중국어로 명명되어 일부 비중국인 플레이어도 리월의 지리와 특산물 발음을 배우게 되었다.
폴리곤은 리월의 디자인이 몬드와 완전히 다르며, 더 독특한 건축물, 더 나은 배경 음악, 그리고 더 긴밀하게 통합된 전설과 이야기를 특징으로 한다고 언급한 리뷰를 인용했다. 동아시아 문화 요소를 혼합하면서도 전 세계 플레이어에게 적합한 게임 플레이, 표현력, 미학을 유지한다. 유로게이머의 앨런 원은 리월이 "분명히 전통 중국 문화와 건축에서 영감을 받았다"고 지적했다. Kotaku 편집자 시시 장은 리월이 중국 사회 관계의 이상적인 묘사라고 느꼈다. 그곳에서는 상인과 고객이 상호 이익을 통해 서로를 배려하고, 돈으로 상호 의존적인 관계를 구축할 수 있으며, 이는 현재 쇼핑 습관이 지역 사회와 단절된 사회와는 다르다. 스크린 랜트는 리월의 설정과 중국의 유사한 장소들을 비교하며, "리월과 중국의 유사성은 지형적으로나 문화적으로 부인할 수 없다"고 결론 내렸다.